# 조슈아 킹
조슈아 크리스티안 코조 킹(Joshua Christian Kojo King, 1992년 1월 15일 ~ )은 노르웨이의 축구 선수이다. 현재 사우디 프로페셔널리그의 알칼리지에서 활약하고 있다. 감비아인 아버지와 노르웨이인 어머니 사이에서 태어났다.